# المعهد الوطني للأبحاث الغابية
المعهد الوطني للأبحاث الغابية (INRF) هو مؤسسة جزائرية عامة للبحث العلمي والتكنولوجي تقع في غابة باينام، في الحمامات بولاية الجزائر.

## التاريخ

### التأسيس
تأسس المعهد الوطني للأبحاث الغابية في عام 1981 بموجب المرسوم 81-348 في 12 ديسمبر 1981 كمنشأة عامة ذات طبيعة إدارية. ووضعت تحت الإشراف المزدوج لوزارة الفلاحة والتنمية الريفية ووزارة التعليم العالي والبحث العلمي، ووفقًا للأمر التنفيذي ذي الرقم 04-420 في 20 ديسمبر 2004 غُيرت إلى مؤسسة علمية وتكنولوجية عامة.

## المهام
تحدد مهام المعهد الوطني للبحث العلمي، حيث تنقسم مجالات البحث العلمي إلى 3 وحدات بحثية، تضم كل منها أقسامًا وفرقًا بحثية وموارد بحثية مناسبة.

### وحدات البحث

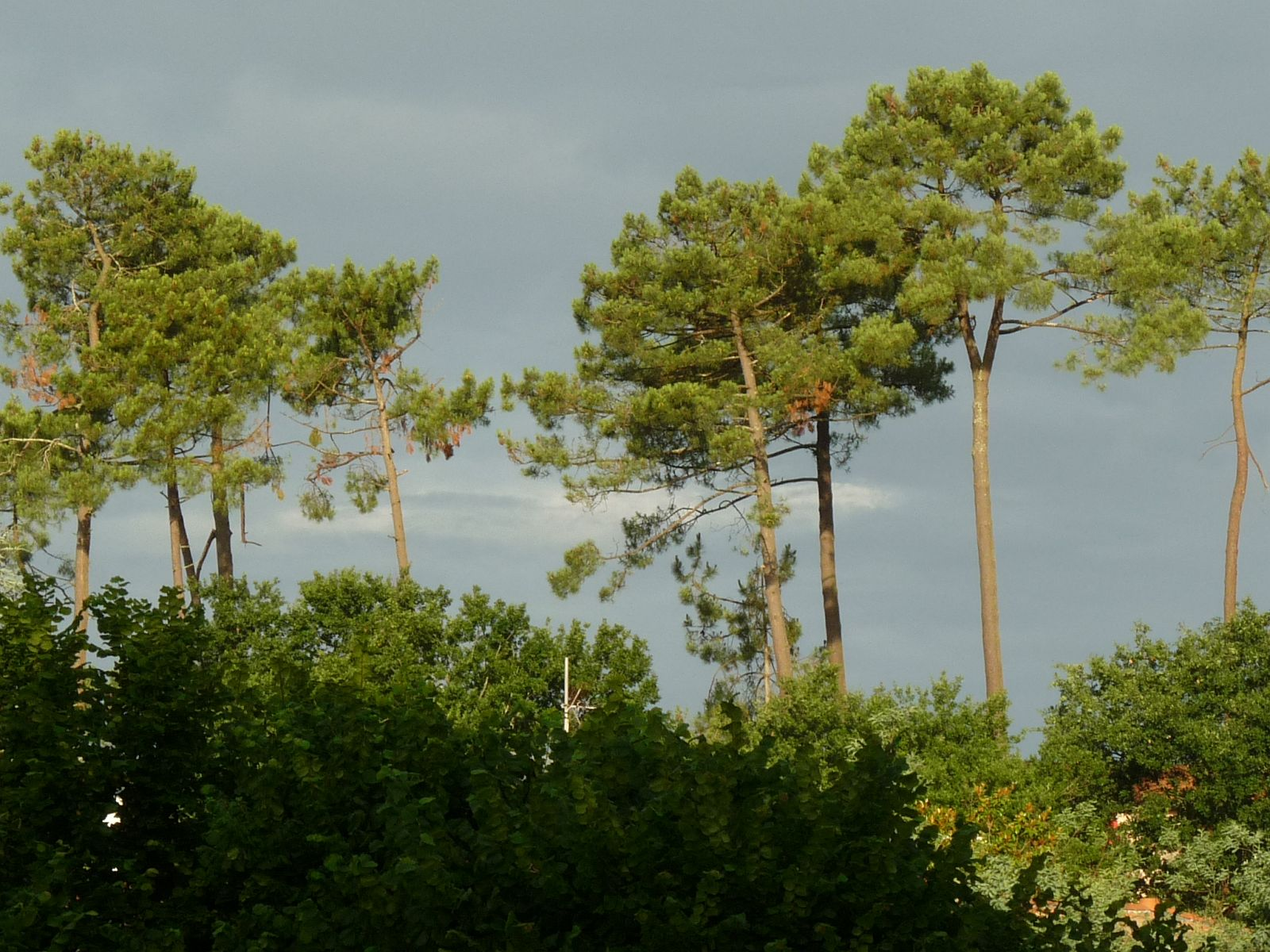
علم التحريج

يضم المعهد وحدة بحثية في مجال علم التحريج، ووحدة أخرى في مجال التكنولوجيا الحيوية للغابات وإعادة التحريج، ووحدة في مجال التعرية والرياح والمياه.

### الإدارات
المعهد لديه قسم للشؤون الإدارية والمالية بالإضافة إلى قسم البرمجة والتدريب والإتصالات.

### الهيكلة

#### المشتل

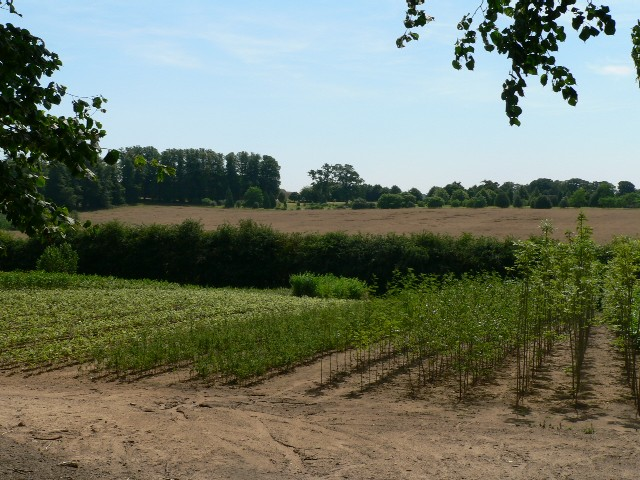
مشتل أشجار.

يوجد مشتل تجريبي في المعهد، ينتج ما يعادل 50 000 شتلة سنويًا. إن الغرض منه هو دراسة ومراقبة وتحسين سلوك الأنواع (الأخشاب الصلبة والأخشاب اللينة)، من ناحية، وتلبية طلب المنظمات والجمعيات البيئية والمؤسسات العامة أو الخاصة الأخرى فيما يتعلق بالمساعدة العلمية، من ناحية أخرى.

#### المشجر

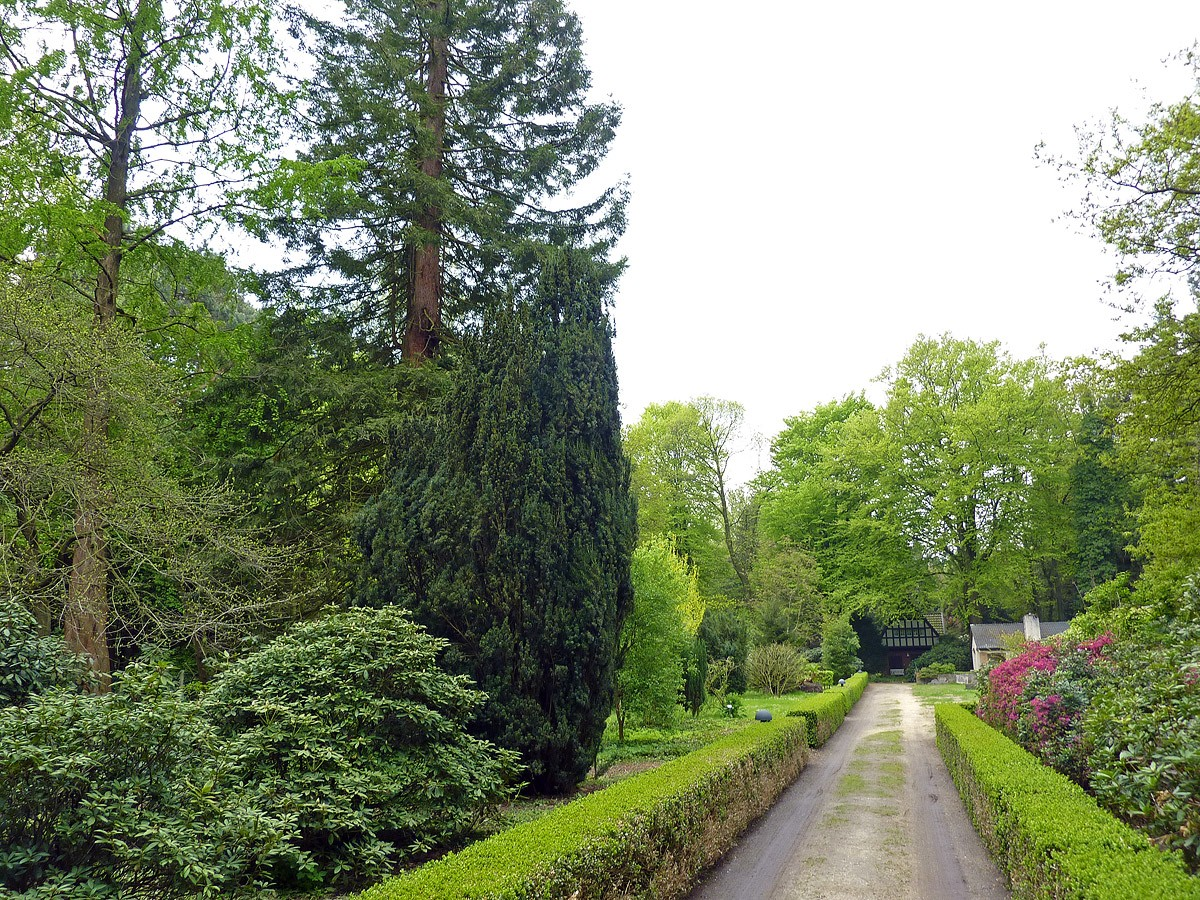
مشجر.

يعمل المشجر كدعم للباحثين والمتخصصين في علم النبات. حيث يمتد على ما يزيد عن 50 هكتار، وهكتار واحد متخصص لإدخال الأنواع الغريبة المختلفة (الأوكالبتوس، الصنوبر، السنديان، الأرز، إلخ.).

## المحطات الإقليمية

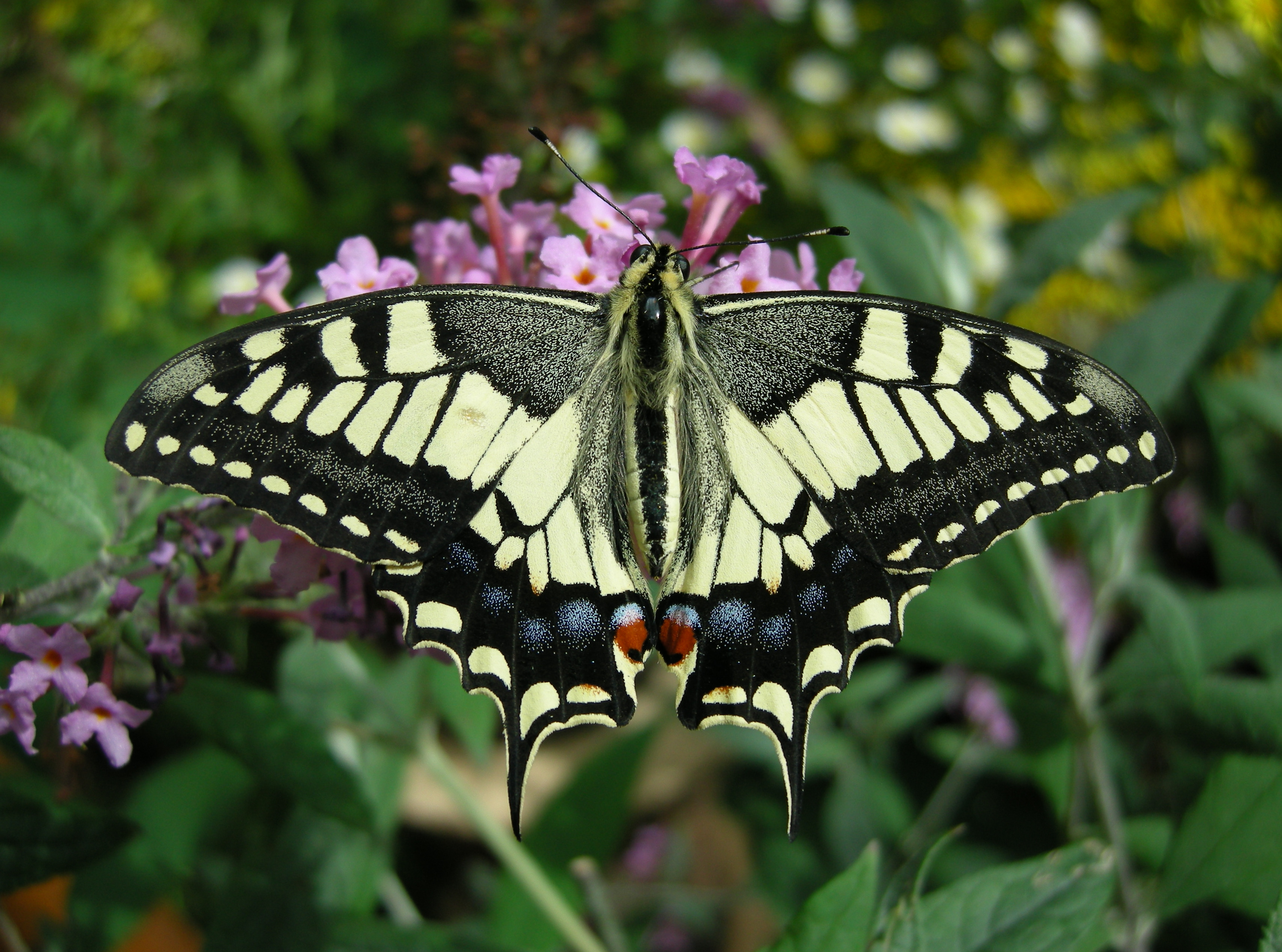
الفراشة، مؤشر على التنوع الحيوي للنظام البيئي.

أنشأ المعهد الوطني وجهز 13 محطة إقليمية للبحث والتجريب في نظم بيئية مختلفة منها في الغابات والسهوب والصحراء.

## الأهداف
تأخذ الأهداف الاجتماعية - الاقتصادية للبحث في المعهد توجهات خطة العمل الحرجية التي وضعتها خطة التنمية الزراعية الوطنية التابعة لوزارة الفلاحة والتنمية الريفية.